# Poncin (tổng)
Tổng Poncin là một tổng của Pháp nằm ở tỉnh Ain trong vùng Rhône-Alpes.

## Địa lý
Tổng này được tổ chức xung quanh Poncin ở quận Nantua. Độ cao ở đây từ 236 m (Saint-Jean-le-Vieux) đến 999 m (Labalme) với độ cao trung bình 373 m.

## Hành chính
| Giai đoạn | Ủy viên     | Đảng | Tư cách |
| --------- | ----------- | ---- | ------- |
| 2004-2010 | Jean Chabry |      |         |

## Số đơn vị
Tổng Poncin groupe 9 xã và có dân số 6 041 dân (theo điều tra dân số năm 1999, số lượng không tính trùng).
| Xã                  | Dân số | Mã bưu chính | Mã insee |
| ------------------- | ------ | ------------ | -------- |
| Boyeux-Saint-Jérôme | 277    | 01640        | 01056    |
| Cerdon              | 672    | 01450        | 01068    |
| Challes-la-Montagne | 200    | 01450        | 01077    |
| Jujurieux           | 1 700  | 01640        | 01199    |
| Labalme             | 135    | 01450        | 01200    |
| Mérignat            | 114    | 01450        | 01242    |
| Poncin              | 1 360  | 01450        | 01303    |
| Saint-Alban         | 133    | 01450        | 01331    |
| Saint-Jean-le-Vieux | 1 450  | 01640        | 01363    |

## Biến động dân số
| 1962                                                     | 1968  | 1975  | 1982  | 1990  | 1999  |
| -------------------------------------------------------- | ----- | ----- | ----- | ----- | ----- |
| 5 017                                                    | 5 299 | 4 914 | 5 070 | 5 538 | 6 041 |
| Nombre retenu à partir de 1962 : dân số không tính trùng |       |       |       |       |       |